# Cộng hòa Morac-Songhrati-Meads

Quốc kỳ của Cộng hòa Morac-Songhrati-Meads.

Cộng hoà Morac-Songhrati-Meads là một vi quốc gia do đại tá hải quân người Anh James George Meads lập ra vào thập niên 1870 tại khu vực quần đảo Trường Sa.

## Lịch sử
Lịch sử của nước "Cộng hòa Morac-Songhrati-Meads" khởi đầu từ thập niên 1870 khi đại tá Meads khám phá Biển Đông và tuyên bố rằng mình có quyền đối với quần đảo (bất chấp các tuyên bố chủ quyền trước đó của các quốc gia khác). Con cháu của Meads tiếp tục thừa nhận tính hợp pháp của tuyên bố trên và quyền sở hữu đối với các nguồn tài nguyên của đảo.

### Vương quốc Nhân Đạo

Quốc kì của "Vương quốc Nhân Đạo"

Năm 1914, con trai của James George Meads là Franklin M. Meads lập ra một thực thể đối địch khác với tên gọi "Vương quốc Nhân Đạo". Hai phe nhóm này tiếp tục chiếm cứ một số đảo cho đến khi bị lực lượng Nhật Bản trong Chiến tranh thế giới thứ hai đuổi đi. Sau cái chết của Franklin vào năm 1945, con trai của ông là Josiah lên nắm quyền lãnh đạo nhưng chưa được bao lâu thì cũng thiệt mạng. Con trai thứ là Morton F. Meads lên nối ngôi nhưng còn rất nhỏ tuổi. Năm 1963, vương quốc Nhân Đạo tái thống nhất với nước cộng hòa.

### Nỗ lực pháp lý để được công nhận
Trong thập kỉ tiếp theo, cộng hoà này hầu như chìm vào quên lãng và chỉ trở lại vào năm 1972 khi nhà lãnh đạo Morton Meads thất bại trong việc thỉnh cầu Liên Hợp Quốc, Tưởng Giới Thạch (Trung Hoa Dân Quốc) và Philippines công nhận vương quốc của ông và các tuyên bố chủ quyền liên quan. Về sau, gần như toàn bộ nhóm lãnh đạo của vương quốc này chết đuối trong một vụ đắm tàu, trừ Meads.
Năm 1985, một lần nữa Meads lại tái xuất trước công luận khi ông này kiện Hoa Kỳ và các nước khác để đòi món tiền trị giá 25 tỉ đô la do phải chịu đựng "sự cạnh tranh không công bằng, sự quấy rối, sự phá hoại". Đơn kiện này bị bỏ qua.